# Timothy Brosnahan
Timothy J. Brosnahan  (Alexandria, 8 de enero de 1856-Washington D. C., 4 de junio de 1915) fue un sacerdote católico y jesuita estadounidense que se desempeñó como presidente del Boston College de 1894 a 1898. Nacido en Virginia, se unió a la Compañía de Jesús en 1872 y enseñó filosofía en Woodstock College, la Universidad de Georgetown y Boston College. Después de su presidencia, escribió un artículo destacado criticando un artículo del presidente de la Universidad de Harvard que desaprobaba la educación jesuita. En sus últimos años, enseñó y escribió sobre ética.

## Primeros años de vida
Brosnahan nació el 8 de enero de 1856 en Alexandria, Virginia. Fue bautizado el domingo siguiente, 15 de enero, en la iglesia de Santa María, parroquia jesuita. En junio de ese año, su padre se convirtió en supervisor de una granja en el norte del condado de Washington, hoy ubicada en el vecindario Brightwood de Washington D. C., y Brosnahan se mudó allí con sus padres. En junio de 1861, él y su hermana se matricularon como alumnos en una escuela privada para hijos de granjeros cerca de su casa. En noviembre de 1862, debido al estallido de la Guerra de Secesión, Brosnahan se mudó con sus padres del campo a la ciudad de Washington, y se convirtieron en feligreses de Iglesia de San Luis Gonzaga, una parroquia jesuita.
En 1863, Brosnahan desarrolló neumonía y los médicos creyeron que no sobreviviría. Brosnahan vivió y comenzó su educación, asistiendo brevemente a dos escuelas privadas. Luego se matriculó en una escuela parroquial, inicialmente ubicada en el sótano de la iglesia de San Luis Gonzaga. En 1867, Brosnahan recibió su primera comunión y fue confirmado por el arzobispo Martin John Spalding de Baltimore. Se transfirió a Gonzaga College en 1869. Ese año, solicitó ingresar a la Compañía de Jesús, pero el superior provincial rechazó su solicitud. Brosnahan nuevamente solicitó la orden y fue aceptado en el noviciado jesuita en Frederick, Maryland, ingresando a la orden jesuita el 21 de agosto de 1872.

### Formación jesuita
Después de cuatro años en Frederick, Brosnahan comenzó sus estudios filosóficos en Woodstock College. Posteriormente, enseñó en el Boston College durante cuatro años y, en 1883, fundó la revista escolar The Stylus. Más tarde ese año, fue a la Universidad de Georgetown, donde enseñó durante un año. En 1884, Brosnahan regresó a Woodstock para sus estudios teológicos. Durante el año académico de 1886 a 1887, fue el jefe de redacción de Woodstock Letters. En ese momento, fue el primer escolástico jesuita en convertirse en editor de la publicación. Introdujo la cobertura de temas modernos, en lugar de los puramente históricos. También nombró a los primeros editores asistentes. En 1887, Brosnahan completó sus estudios teológicos, y fue ordenado sacerdote en 1887 por el cardenal James Gibbons, el arzobispo de Baltimore.
En 1887, Brosnahan regresó al Boston College como profesor de retórica. Al año siguiente, completó su tercera probación en Frederick. Luego se convirtió en profesor de lógica y metafísica general en Woodstock College. En 1892, volvió de nuevo al Boston College como profesor de filosofía, y el 2 de febrero de 1892 profesó su cuarto voto. En diciembre de 1893, Brosnahan supervisó la reanudación de la publicación de The Stylus, que había dejado de publicarse en 1889 porque la renovación del edificio de la universidad lo dejó sin oficinas.Donovan, Dunigan y FitzGerald, 1990, pp. 83–84

## Boston College
El 16 de julio de 1894, Brosnahan sucedió a Edward I. Devitt como presidente del Boston College.Donovan, Dunigan y FitzGerald, 1990, p. 99 Al mismo tiempo, también se desempeñó como prefecto de estudios de la escuela.Woodstock Letters, 1916, p. 105 Reorganizó el horario de las clases de inglés y escribió un resumen de la filosofía de la educación jesuita, los cuales fueron adoptados por otros colegios de la provincia jesuita.Woodstock Letters, 1916, p. 106 Se reprodujo en el catálogo del Boston College durante 57 años. También instituyó un curso obligatorio en psicología fisiológica y agregó un requisito de laboratorio al curso de química, e instituyó la geología y la geometría descriptiva como asignaturas optativas.
Brosnahan y J. Havens Richards, el presidente de Georgetown organizaron un primer debate interuniversitario muy esperado entre Boston College y Georgetown. El 1 de mayo de 1895, tres estudiantes de cada escuela debatieron los méritos del impuesto federal sobre la renta recientemente promulgado, y prevaleció Georgetown.
Durante la presidencia de Brosnahan, el número de estudiantes matriculados aumentó a 450 y las finanzas de la escuela estaban en buen estado. En 1895 y 1896, compró dos edificios de ladrillo en Newton Street para albergar la Asociación Católica de Hombres Jóvenes, que anteriormente se encontraba dentro del edificio de la universidad. En 1898, compró una gran extensión de tierra en Roxbury, a ambos lados de la avenida Massachusetts, de la finca de Oakes Angier Ames. El consejo de administración de la universidad deseaba construir un campo deportivo para deportes competitivos. El campo solo se usó para la práctica de deportes y finalmente se vendió en 1914, y las ganancias financiaron en parte la construcción de un nuevo campus universitario.
Brosnahan inició por primera vez una separación entre las clases de la escuela secundaria de Boston College de sus clases universitarias. Cada uno se llevó a cabo en alas separadas del edificio, con entradas separadas para cada uno. Brosnahan fue sucedido como presidente por W. G. Read Mullan el 30 de junio de 1898.
Durante su presidencia del Boston College, Brosnahan también fue pastor de la Iglesia de la Inmaculada Concepción en el South End. Durante el verano de 1895, cerró la iglesia superior por reformas, que reabrió el 15 de septiembre.

## Años posteriores
En 1898, Brosnahan regresó a Woodstock College como profesor de metafísica durante un año y luego enseñó ética. Durante este tiempo, publicó un libro sobre ética titulado Adversaria ethica in ordinem redacta.
En 1900, Brosnahan escribió un artículo en The Sacred Heart Review respondiendo y criticando un artículo de Charles William Eliot en The Atlantic Monthly que defendía las clases electivas, que Eliot había implementado recientemente en la Universidad de Harvard como presidente, y criticaba el rígido plan de estudios de las universidades jesuitas, comparándolo con los planes de estudios islámicos. Este artículo llevó a Brosnahan a la prominencia nacional dentro de los círculos católicos.
Brosnahan sucedió a Anthony Maas como prefecto de estudios de Woodstock College en 1906. En 1909, fue a la Universidad Loyola Maryland como profesor de ética, donde también dio conferencias vespertinas al público. En 1914, la salud de Brosnahan comenzó a deteriorarse, lo que los médicos diagnosticaron como la enfermedad de Bright. Hizo una pausa en su enseñanza, pasó el verano en Georgetown, antes de regresar para reanudar la enseñanza en el otoño. También trabajó en la traducción de su libro latino Adversaria ethica al inglés, que solo completó parcialmente.
El 1 de marzo de 1915 fue llevado al Hospital de la Universidad de Georgetown, donde permaneció más de un mes, y luego regresó al hospital nuevamente el 27 de mayo. Brosnahan murió allí el 4 de junio de 1915. Su funeral se llevó a cabo en la iglesia St. Aloysius y su cuerpo fue enterrado en el Cementerio de la Comunidad Jesuita en Georgetown.

### Citas
1. ↑  Woodstock Letters, 1916, p. 99.
2. ↑  Woodstock Letters, 1916, pp. 99–100.
3. 1 2  Woodstock Letters, 1916, p. 100.
4. ↑  Woodstock Letters, 1916, p. 101.
5. 1 2  Mendizàbal, 1972, p. 245.
6. ↑  Woodstock Letters, 1916, p. 102.
7. 1 2 3  Woodstock Letters, 1916, p. 105.
8. ↑  Carroll, 1897, p. 23.
9. ↑  Woodstock Letters, 1916, p. 77.
10. 1 2  Donovan, Dunigan y FitzGerald, 1990, p. 100.
11. 1 2  «Timothy Brosnahan, SJ, President's Office Records». Boston College (en inglés). Archivado desde el original el 8 de noviembre de 2022. Consultado el 8 de noviembre de 2022.
12. 1 2  Woodstock Letters, 1916, p. 106.
13. ↑  Donovan, Dunigan y FitzGerald, 1990, pp. 100–101.
14. ↑  Donovan, Dunigan y FitzGerald, 1990, p. 101.
15. ↑  Donovan, Dunigan y FitzGerald, 1990, pp. 101–102.
16. ↑  Donovan, Dunigan y FitzGerald, 1990, p. 103.
17. ↑  Donovan, Dunigan y FitzGerald, 1990, p. 105.
18. ↑  Lapomarda, 1977, p. 211.
19. 1 2  Woodstock Letters, 1916, p. 107.
20. ↑  Devitt, 1935, p. 413.
21. ↑  Donovan, Dunigan y FitzGerald, 1990, p. 108.
22. 1 2  Woodstock Letters, 1916, p. 109.
23. ↑  Woodstock Letters, 1916, p. 116.
24. ↑  Woodstock Letters, 1916, pp. 108, 116–117.
25. ↑  Woodstock Letters, 1916, p. 117.
26. ↑  The Sacred Heart Review, 1915, p. 2.

## Lectura adicional
- Brosnahan, Timothy (1902). Adversaria ethica in ordinem redacta (en latín). Woodstock, Maryland: Woodstock College. OCLC 57174967.
- Donovan, Charles F. (1996). Rev. Timothy Brosnahan, S.J., Boston College President, 1894–1898, National Spokesman for Jesuit Liberal Education (en inglés). Chestnut Hill, Massachusetts: Boston College.

- Datos: Q16830092